# Top Crime
Top Crime è una rete televisiva tematica italiana interamente dedicata al giallo, all'investigazione e al noir. Le sue trasmissioni iniziarono il 1º giugno 2013.

## Storia
Il canale è stato annunciato sulle reti Mediaset dal 21 maggio 2013 con dei brevi spot sulla presentazione del palinsesto. Le trasmissioni hanno avuto inizio il 1º giugno 2013 alle ore 21:00, in sostituzione di quelle di For You, con la messa in onda dei primi due episodi della settima stagione di Bones.
Da gennaio 2022 TopCrime, insieme alle altre Reti Mediaset, passano in HD sul digitale terrestre. 
Il 1º giugno 2024 il canale cambia veste grafica, in occasione del suo undicesimo anniversario. 
Lo speaker ufficiale del canale è la doppiatrice Paola Della Pasqua.

## Diffusione
L'emittente è disponibile in HD sui canali 39 e 539 del digitale terrestre nel mux Mediaset 2 e sul canale 39 di Tivùsat.
Dal 2 gennaio 2019 diventa disponibile anche all'interno della piattaforma Sky Italia al canale 168.
Il 28 dicembre 2020 la versione satellitare del canale passa in modalità DVB-S2 e ricevibile quindi dai soli dispositivi abilitati all'alta definizione; stessa cosa è accaduta per il DTT il 20 ottobre 2021.
Il 14 luglio 2022, la versione satellitare passa all'HD, seguita il 21 dicembre successivo da quella sul digitale terrestre e il 17 gennaio 2023 su Mediaset Infinity.

## Palinsesto

### Serie TV
- 100 Code
- All Rise
- Blindspot (st. 2)
- Bosch (st. 1-4))
- Bones (ep. 7×01-7×02, 8×01-8×02; st. 9-11)
- Chicago Justice
- Covert Affairs (st. 4)
- Damages (st. 3-5)
- Deception
- FBI: Most Wanted (ep. 1×09)
- Found
- The Fix
- The Following (st. 3)
- Hamburg Distretto 21 (st. 15; ep. 16×23-16×28)
- Hannibal (st. 2)
- Harry's Law
- Hostages
- In Plain Sight - Protezione testimoni (st. 4-5)
- Law & Order - I due volti della giustizia (st. 21+)
- Law & Order - Unità vittime speciali (ep. 12×18+)
- Law & Order: Criminal Intent (st. 10)
- Law & Order: LA (ep. 16-22)
- Law & Order True Crime
- Law & Order: Organized Crime
- Lie to Me (ep. 3×06-3×13)
- Major Crimes (st. 3-6)
- Motive (ep. 1×09-4×13)
- Murder in the First
- Person of Interest (st. 5)
- Psych (st. 6-8)
- Rizzoli & Isles (ep. 2×11-7×13)
- Shades of Blue (st. 2-3)
- Southland (st. 1-4)
- White Collar (st. 4)
- The Mysteries of Laura
- The Glades
- The Thing About Pam
- Undercover
- 66-5 Roxane Bauer - Avvocata Penalista

### Documentari
- Psychic Investigators
- True CSI (solo prima visione)
- Cold Blood
- Urban Legends
- Donne in noir

### Film
- Ciclo: Alfred Hitchcock
- Ciclo: Alta Tensione
- John Grisham Collection
- Ciclo: Donne In Pericolo
- Ciclo: Detective Story
- Ciclo: Un luogo, un delitto
- Ciclo: Angela Fletcher
- Ciclo: Agatha Christie

## Ascolti
Nel primo mese di rilevazioni Top Crime ha superato l'1% sul pubblico totale nelle 24 ore, segnando una media quotidiana dell'1,04%. Nel target 15-64 anni ha ottenuto l'1,27% nelle 24 ore e l'1,11% in prima serata.

### Share mensile di Top Crime
Dati Auditel relativi al giorno medio mensile sul target individui 4+.
| Anno | Gen   | Feb   | Mar   | Apr   | Mag   | Giu   | Lug   | Ago   | Set   | Ott   | Nov   | Dic   | Media anno |
| ---- | ----- | ----- | ----- | ----- | ----- | ----- | ----- | ----- | ----- | ----- | ----- | ----- | ---------- |
| 2013 | -     | -     | -     | -     | -     | 0,85% | 1,10% | 1,15% | 1,06% | 1,00% | 1,02% | 1,03% | 1,03%      |
| 2014 | 1,07% | 1,00% | 0,97% | 1,04% | 1,14% | 1,15% | 1,21% | 1,17% | 1,01% | 1,01% | 0,97% | 0,98% | 1,05%      |
| 2015 | 1,08% | 1,09% | 1,17% | 1,35% | 1,28% | 1,28% | 1,35% | 1,36% | 1,27% | 1,29% | 1,30% | 1,23% | 1,25%      |
| 2016 | 1,06% | 1,07% | 1,01% | 0,99% | 0,95% | 1,02% | 0,99% | 1,00% | 1,00% | 0,96% | 1,00% | 1,01% | 1,01%      |
| 2017 | 0,84% | 0,94% | 1,03% | 1,08% | 0,99% | 1,03% | 1,13% | 1,14% | 1,03% | 0,97% | 0,85% | 0,85% | 0,98%      |
| 2018 | 0,95% | 0,97% | 0,98% | 0,91% | 0,94% | 0,94% | 0,94% | 1,10% | 0,97% | 1,01% | 1,00% | 1,06% | 0,98%      |
| 2019 | 1,03% | 0,95% | 0,98% | 1,02% | 0,94% | 1,00% | 1,00% | 1,10% | 0,86% | 0,82% | 0,84% | 0,94% | 0,95%      |
| 2020 | 0,91% | 0,88% | 0,88% | 1,05% | 1,15% | 1,15% | 1,16% | 1,28% | 1,03% | 0,84% | 0,88% | 0,97% | 1,01%      |
| 2021 | 0,91% | 0,95% | 0,96% | 0,98% | 1,07% | 1,06% | 1,12% | 1,13% | 0,99% | 1,03% | 1,03% | 1,09% | 1,02%      |
| 2022 | 1,06% | 0,94% | 1,08% | 1,20% | 1,26% | 1,44% | 1,31% | 1,43% | 1,18% | 1,11% | 1,22% | 1,30% | 1,20%      |
| 2023 | 1,34% | 1,24% | 1,38% | 1,42% | 1,37% | 1,32% | 1,48% | 1,57% | 1,29% | 1,30% | 1,25% | 1,37% | 1,36%      |
| 2024 | 1,40% | 1,18% | 1,24% | 1,34% | 1,28% | 1,23% | 1,20% | 1,31% | 1,39% | 1,32% | 1,30% | 1,36% | 1,30%      |
| 2025 | 1,41% | 1,18% | 1,21% | 1,28% | 1,17% | 1,34% |       |       |       |       |       |       |            |